# Taqwacore
Taqwacore é um gênero derivado da música punk é totalmente relacionada ao islamismo e sua cultura, originalmente concebida por Michael Muhammad Knight autor do romance, "Os Taqwacores". 
O nome é uma junção do termo hardcore e da palavra árabe taqwa, que é normalmente traduzida como piedade ou a qualidade de ser temente a Deus e, portanto, denota o medo e o temor ao amor divino. 
As primeiras bandas a usar o termo taqwacore são The Kominas, 8-bit e Vote Hezbollah. Outras bandas inclusas na cena são Diacritical e Secret Trial Five. 
Não existe um definitivo estilo musical taqwacore alguns artistas incorporão diversos estilos, que vão de punk ao hip-hop, e tradições musicais do mundo muçulmano, os The Kominas descrevem seu som como punk Bollywood, enquanto Al-Thawra usa o termo Raïcore, baseado no estilo musical árabe chamado Raï .

## Os Taqwacores
"O romance é como o apanhador do campo de centeio para jovens muçulmanos", explica Carl W. Ernst, professor de estudos islâmicos da Universidade da Carolina do Norte em Chapel Hill. Fruto da imaginação de Michael Muhammad Knight, inspirou jovens muçulmanos nos Estados Unidos a formarem verdadeiras bandas punk muçulmanas e construírem a própria subcultura. Agora, o sucesso underground do punk muçulmano deu origem a um filme independente com pequeno orçamento baseado no livro.

## Bandas
- 8-bit
- Al Qaynah
- Al-Thawra
- Citizen Vex
- Diacritical
- The Kominas
- Secret Trial Five
- Vote Hezbollah